# Gorzkie żniwa
Gorzkie żniwa (niem. Bittere Ernte) – niemiecki film wojenny z 1985 roku, w reżyserii Agnieszki Holland. Film był nominowany do Oscara w kategorii najlepszy film nieangielskojęzyczny.

## Opis fabuły
Młoda kobieta ucieka z pociągu zmierzającego do obozu koncentracyjnego. Dziewczyna ukrywa się w lesie, gdy znajduje ją polski rolnik, Leon Wolny. Postanawia on zabrać ją do siebie i zmusza do tego, by została jego kochanką. Jego i Rosę dzieli właściwie wszystko - wiek, pochodzenie i religia, lecz dla niej mężczyzna stanowi jedyną formę kontaktu ze światem zewnętrznym. Wszystko się jednak komplikuje, gdy Leon postanawia się ożenić.

## Obsada aktorska[1]
- Isa Haller (Magda/Zosia)
- Käte Jaenicke	(Anna)
- Hans Beerhenke (Kaspar)
- Anita Höfer (Pauline)
- Tilly Lauenstein (pani Kamińska)
- Kurt Raab (Maslanka)
- Margit Carstensen (Eugenia)
- Armin Mueller-Stahl (Leon Wolny)
- Elisabeth Trissenaar (Rosa Eckart)

## Nagrody
- 1985 - nominacja do Oscara w kategorii najlepszy film nieangielskojęzyczny.